# Тагільський ВТТ
Тагільський ВТТ (рос. ТАГИЛЬСКИЙ ИТЛ, Нижнетагильский ИТЛ, Тагиллаг, Тагилстрой) — підрозділ системи виправно-трудових установ ГУЛАГ, який діяв з 27.01.42 до 29.04.53.

## Підпорядкування і дислокація
- ГУЛПС з 27.01.42;
- УВТТК УМВС по Свердловській обл. з 24.04.46;
- ГУЛАГ МВС у складі УВТТК УМВС по Свердловській обл. 27.02.53 ;
- ГУЛАГ МЮ з 02.04.53.

Дислокація: Свердловська область, м.Нижній Тагіл

## Виконувані роботи
- буд-во Ново-Тагільського металургійного та коксо-хімічного з-дів, цехів металоконструкцій (з/к брали участь і в проектних роботах),
- буд-во вогнетривкого з-ду, Високогорського рудоуправління, Північно-Леб'язького рудника, дробильно-збагачувальної і агломераційної ф-к,
- буд-во Гороблагодатського рудоуправління, житла,
- обслуговування Буд-ва 865 (завод 813, випускав уран-235) з 10.06.46,
- робота в майстернях з виробництва газогенераторів,
- робота на з-ді 63 НКБоєприпасів (100 з/к) з 17.06.42,
- буд-во танкодрому і доріг на з-ді 183 Наркомтанкпрома,
- робота на бутовому кар'єрі, цегел. і вапняному з-дах, на з-ді шлакоблочних каменів, виготовлення цементу,
- буд-во дріжджових установок, ТЕЦ, водошламосховища з дамбою на р. Черемшанці, ремонт гребель,
- обслуговування піщаного кар'єру, підсобного с/г,
- лісозаготівлі, с/г роботи в радгоспах «Аксариха» Камишловського р-ну Свердловської обл. і «Таманкул» Далматовського р-ну Курганської обл. з 06.05.43,
- буд-во залізничної гілки, обслуговування Лобвінського лісокомб.,
- реконструкція Чорноісточинської греблі,
- у січні 1953 — будів., лісозаготівельні, земляні, деревообробні, експлуатаційні та вантажні роботи для Тагілбуду,
- лісозаготівельні, будів. та експлуатаційні роботи для будтресту 88 Мін. машинобуд. підприємств,
- будів. і лісозаготівельні роботи для Челябметалургбуду,
- робота на з-ді 56 Мін. с/г машинобудування,
- видобуток руди для Гороблагодатського рудоуправління МЧМ,
- експлуатаційні роботи для Уралвагонзаводу Мін. транспортного машинобудування,
- швейні, валяльні, с/г роботи, виготовлення меблів.